# Analogia di Maxwell
L'analogia di Maxwell, detta anche analogia di impedenza, è un metodo di rappresentazione di un sistema meccanico mediante un sistema elettrico analogo. Il vantaggio nel far ciò è che è utile per un ampio insieme di teorie e tecniche di analisi riguardanti sistemi elettrici complessi, specialmente nel campo dei filtri. Mediante la conversione nella rappresentazione di un sistema elettrico, questi strumenti nel dominio elettrico possono essere applicati direttamente a un sistema meccanico senza modifiche. Un ulteriore vantaggio si presenta con i sistemi elettromeccanici: convertire la parte meccanica di un tale sistema nel dominio elettrico consente all'intero sistema di essere analizzato come un tutt'uno.
Il comportamento matematico del sistema elettrico simulato è identico al comportamento matematico del sistema meccanico rappresentato. Ogni elemento nel dominio elettrico ha un elemento corrispondente nel dominio meccanico con una relazione costitutiva analoga. Tutte le leggi dell'analisi dei circuiti elettrici, come le leggi di Kirchhoff, che si applicano nel dominio elettrico possono essere applicate anche nel dominio meccanico mediante l'analogia di Maxwell.
L'analogia di Maxwell è una delle due principali analogie elettromeccaniche utilizzate per rappresentare i sistemi meccanici nel dominio elettrico, l'altra è l'analogia di Firestone, o analogia di mobilità. In questi due metodi le regole per tensione e corrente sono invertite e le rappresentazioni ottenute nel dominio elettrico sono ciascuna il circuito duale dell'altra. L'analogia di Maxwell conserva l'analogia tra impedenza elettrica e impedenza meccanica per cui è anche detta analogia di impedenza, mentre l'analogia di mobilità non fa ciò. D'altra parte, l'analogia di mobilità conserva la topologia del sistema meccanico nella trasposizione al dominio elettrico mentre l'analogia di Maxwell non fa ciò.

## Applicazioni
L'analogia di Maxwell è largamente usata per modellare il comportamento dei filtri meccanici. Questi sono filtri destinati all'uso in un circuito elettronico, ma che funzionano interamente mediante onde vibrazionali meccaniche. Vengono forniti dei trasduttori all'ingresso e all'uscita del filtro per la conversione tra il dominio elettrico e il dominio meccanico.
Un altro utilizzo molto comune si ha nel campo delle apparecchiature audio, come gli altoparlanti. Gli altoparlanti sono costituiti da un trasduttore e da parti meccaniche in movimento. Le stesse onde acustiche sono onde associate a movimento meccanico: di molecole dell'aria o di qualche altro mezzo fluido. Un'applicazione molto precoce di questo tipo è stata quella di apportare miglioramenti significativi alle pessime prestazioni audio dei fonografi. Nel 1929 Edward Norton progettò le parti meccaniche di un fonografo affinché si comportasse come un filtro massimamente piatto, anticipando così il filtro elettronico Butterworth.

## Elementi
Prima che possa essere sviluppata un'analogia elettrica per un sistema meccanico, esso deve essere descritto come una rete meccanica astratta. Il sistema meccanico viene scomposto in un certo numero di elementi ideali ognuno dei quali può essere poi abbinato ad un analogo elettrico. I simboli utilizzati per questi elementi meccanici negli schemi delle reti sono mostrati nelle sezioni seguenti per ogni singolo elemento.
Gli analoghi meccanici di componenti elettrici a parametri concentrati sono anch'essi a parametri concentrati, cioè si assume che il componente meccanico corrispondente sia sufficientemente piccolo da poter trascurare il tempo impiegato dalle onde meccaniche per propagarsi da un'estremità all'altra del componente stesso.  Si possono sviluppare analogie anche per componenti a parametri distribuiti come le linee di trasmissione ma i maggiori benefici si hanno con i circuiti di componenti a parametri concentrati. Sono richiesti analoghi meccanici per i tre elementi elettrici passivi, vale a dire resistenza, induttanza e capacità. Quali siano queste analogie è determinato da quale proprietà meccanica venga scelta per rappresentare lo "sforzo", l'analogo della tensione e da quale proprietà venga scelta per rappresentare il "flusso", l'analogo della corrente.  Nell'analogia di Maxwell, o analogia di impedenza, la variabile di sforzo è la forza e la variabile di flusso è la velocità (in accordo con il fatto che l'impedenza meccanica ha le dimensioni di un rapporto tra forza e velocità, mentre l'impedenza elettrica ha le dimensioni di un rapporto tra tensione e corrente).

### Resistenza

Il simbolo meccanico per uno smorzatore (a sinistra) e per il suo analogo elettrico (a destra). Il simbolo vuole evocare uno smorzatore.

L'analogo meccanico della resistenza elettrica è la perdita di energia di un sistema in moto mediante processi come l'attrito. Un componente meccanico analogo al resistore è l'ammortizzatore e la proprietà analoga alla resistenza è lo smorzamento. Un resistore è governato dalla relazione costitutiva data dalla legge di Ohm:
{\displaystyle v=iR}
L'equazione analoga nel dominio meccanico è:
{\displaystyle F=uR_{\mathrm {m} }}
dove,
{\displaystyle R} è la resistenza
{\displaystyle v} è la tensione
{\displaystyle i} è la corrente
{\displaystyle R_{m}} è la resistenza meccanica, o smorzamento
{\displaystyle F} è la forza
{\displaystyle u} è la velocità indotta dalla forza.
La resistenza elettrica rappresenta la parte reale dell'impedenza elettrica. Allo stesso modo, la resistenza meccanica è la parte reale dell'impedenza meccanica.

### Induttanza

Il simbolo meccanico per una massa (a sinistra) e il suo analogo elettrico (a destra). L'angolo quadrato sotto la massa ha lo scopo di indicare che il moto della massa è relativo a un sistema di riferimento.

L'analogo meccanico dell'induttanza, nell'analogia di Maxwell, o analogia di impedenza, è la massa. Un componente meccanico analogo ad un induttore è un grosso corpo rigido pesante. Un induttore è governato dalla relazione costitutiva:
{\displaystyle v=L{\frac {di}{dt}}}
L'equazione analoga nel dominio meccanico è la seconda legge del moto di Newton
{\displaystyle F=M{\frac {du}{dt}}}
dove
{\displaystyle L} è l'induttanza
{\displaystyle t} è il tempo
{\displaystyle M} è la massa
L'impedenza di un induttore è un numero immaginario puro ed è data da:
{\displaystyle Z=j\omega L}
L'impedenza meccanica analoga è data da:
{\displaystyle Z_{\mathrm {m} }=j\omega M}
dove,
{\displaystyle Z} è l'impedenza elettrica
{\displaystyle j} è l'unità immaginaria
{\displaystyle \omega } è la frequenza angolare
{\displaystyle Z_{m}} è l'impedenza meccanica.

### Capacità

Il simbolo meccanico per un elemento dotato di rigidezza (a sinistra) ed il suo analogo elettrico (a destra). Il simbolo intende evocare una molla.

L'analogo meccanico della capacità nell'analogia di Maxwell, o analogia di impedenza, è la cedevolezza. In meccanica è più comune riferirsi alla rigidezza, il reciproco della cedevolezza. L'analogo della rigidezza nel dominio elettrico è la meno comunemente usata elastanza, il reciproco della capacità.  Un componente meccanico analogo al condensatore è la molla. Un condensatore è governato dalla relazione costitutiva:
{\displaystyle v=D\int idt}
L'equazione analoga nel dominio meccanico è una forma di legge di Hooke:
{\displaystyle F=S\int udt}
dove,
{\displaystyle D=1/C} è l'elastanza
{\displaystyle C} è la capacità
{\displaystyle S} (dall'inglese stiffnes) è la rigidezza
L'impedenza di un condensatore è puramente immaginaria ed è data da: 
{\displaystyle Z={\frac {D}{j\omega }}}
L'impedenza meccanica analoga è data da:
{\displaystyle Z_{\mathrm {m} }={\frac {S}{j\omega }}}
In alternativa, si può scrivere:
{\displaystyle Z_{\mathrm {m} }={\frac {1}{j\omega C_{\mathrm {m} }}}}
dove,
{\displaystyle C_{m}=1/S} è la cedevolezza meccanica
che è analoga in modo più diretto all'espressione nel dominio elettrico quando si usa la capacità.

### Risuonatore
Un risuonatore meccanico è costituito sia da un elemento massa che da un elemento di cedevolezza. I risuonatori meccanici sono analoghi ai circuiti elettrici LC costituiti da induttanza e capacità. I componenti meccanici reali inevitabilmente hanno sia massa sia cedevolezza, pertanto risulta pratico realizzare risuonatori come un singolo componente. Infatti è più difficile realizzare come un componente singolo una massa pura o una cedevolezza pura. Una molla può essere realizzata con una certa cedevolezza e con la massa ridotta al minimo, così come una massa può essere realizzata con la cedevolezza ridotta al minimo, ma nessuna delle due può essere eliminata del tutto. I risuonatori meccanici sono un componente chiave dei filtri meccanici.

### Generatori

Il simbolo meccanico per un generatore di forza costante (a sinistra) e il suo analogo elettrico (a destra)

Il simbolo meccanico per un generatore di velocità costante (a sinistra) e il suo analogo elettrico (a destra)

Esistono analoghi per gli elementi elettrici attivi come il generatore di tensione e il generatore di corrente. L'analogo meccanico nell'analogia di Maxwell, o analogia di impedenza, di un generatore di tensione costante è il generatore di forza costante. L'analogo meccanico del generatore di corrente costante è il generatore di velocità costante.
Un esempio di un generatore di forza costante è la molla a forza costante. Questa è analoga ad un generatore reale di tensione, come una batteria, che si approssima ad erogare una tensione costante sul carico a condizione che la resistenza del carico sia molto più elevata della resistenza interna della batteria. Un esempio pratico di generatore di velocità costante è una macchina potente con carico leggero, come un motore che aziona una cinghia.

### Trasduttori
I sistemi elettromeccanici richiedono trasduttori per le conversioni tra il dominio elettrico e il dominio meccanico. Essi sono analoghi alle reti due porte e come queste ultime possono essere descritti da una coppia di equazioni simultanee e quattro parametri arbitrari. Ci sono numerose rappresentazioni possibili, ma la forma meglio applicabile all'analogia di Maxwell, o analogia di impedenza, ha i parametri arbitrari in unità di impedenza.  In forma matriciale (con il lato elettrico preso come porta 1) questa rappresentazione è:
{\displaystyle {\begin{bmatrix}v\\F\end{bmatrix}}={\begin{bmatrix}z_{11}&z_{12}\\z_{21}&z_{22}\end{bmatrix}}{\begin{bmatrix}i\\u\end{bmatrix}}}
Il coefficiente {\displaystyle z_{22}\,} è l'impedenza meccanica a circuito aperto, cioè l'impedenza presentata dal lato meccanico del trasduttore quando nessuna corrente (circuito aperto) sta entrando nel lato elettrico. Il coefficiente {\displaystyle z_{11}\,}, invece, è l'impedenza elettrica bloccata, cioè l'impedenza presentata al lato elettrico quando il lato meccanico è bloccato e non può muoversi (la velocità è zero). I restanti due coefficienti, {\displaystyle z_{21}\,} e {\displaystyle z_{12}\,}, descrivono rispettivamente le funzioni di trasferimento diretta e inversa del trasduttore. Sono entrambi analoghi alle impedenze di trasferimento e sono rapporti ibridi di una grandezza elettrica e una grandezza meccanica.

### Trasformatori
L'analogo meccanico di un trasformatore è una macchina semplice come una carrucola o una leva. La forza applicata al carico può essere maggiore o minore della forza in ingresso a seconda che il guadagno meccanico della macchina sia rispettivamente maggiore o minore dell'unità. Nell'analogia di Maxwell, il guadagno meccanico è analogo al rapporto di spire del trasformatore. Un guadagno meccanico maggiore dell'unità è analogo a un trasformatore elevatore, mentre uno inferiore all'unità è analogo a un trasformatore riduttore.

## Equazioni per la potenza e l'energia
| Grandezza elettrica                                          | Espressione elettrica                    | Analogo meccanico                             | Espressione meccanica                                                  |
| ------------------------------------------------------------ | ---------------------------------------- | --------------------------------------------- | ---------------------------------------------------------------------- |
| Energia fornita                                              | {\displaystyle E=\int vi\ dt}            | Energia fornita                               | {\displaystyle E=\int Fu\ dt}                                          |
| Potenza fornita                                              | {\displaystyle P=vi}                     | Potenza fornita                               | {\displaystyle P=Fu}                                                   |
| Dissipazione di potenza in un resistore                      | {\displaystyle P=i^{2}R={v^{2} \over R}} | Dissipazione di potenza in uno smorzatore     | {\displaystyle P=u^{2}R_{\mathrm {m} }={F^{2} \over R_{\mathrm {m} }}} |
| Energia immagazzinata nel campo magnetico di un induttore    | {\displaystyle E={\tfrac {1}{2}}Li^{2}}  | Energia cinetica di una massa in moto         | {\displaystyle E={\tfrac {1}{2}}Mu^{2}}                                |
| Energia immagazzinata nel campo elettrico di un condensatore | {\displaystyle E={\tfrac {1}{2}}Cv^{2}}  | Energia potenziale immagazzinata in una molla | {\displaystyle E={\tfrac {1}{2}}C_{\mathrm {m} }F^{2}}                 |

## Esempi

### Circuito risonante semplice

Risonatore meccanico semplice (a sinistra) e il suo circuito equivalente nell'analogia di Maxwell, o analogia di impedenza (a destra)

La figura mostra un sistema meccanico costituito da una pedana di massa {\displaystyle M} che è sospesa sopra il substrato mediante una molla di rigidezza {\displaystyle S} e uno smorzatore di resistenza {\displaystyle R_{m}}. Il circuito equivalente nell'analogia di Maxwell, o analogia di impedenza, è mostrato a destra di questo sistema e consiste in un circuito risonante in serie. Questo sistema ha una frequenza di risonanza e può avere una frequenza naturale di oscillazione se non viene smorzato eccessivamente.

### Modello dell'orecchio umano

Un circuito equivalente dell'orecchio umano usando l'analogia di Maxwell, o analogia di impedenza

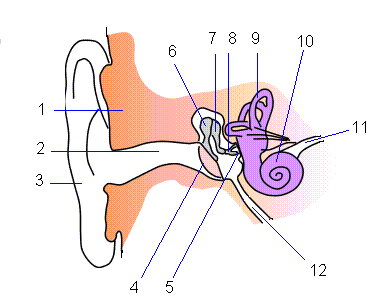
Sezione anatomica dell'orecchio.
Orecchio esterno: 1 cartilagine del padiglione e del condotto uditivo, 2 condotto uditivo esterno, 3 padiglione auricolare
Orecchio medio: 4 timpano, 5 finestra ovale, 6 martello, 7 incudine, 8 staffa
Orecchio interno: 9 canali semicircolari, 10 coclea, 11 nervo acustico, 12 tromba di Eustachio.

Lo schema circuitale mostra un modello in base all'analogia di Maxwell, o analogia di impedenza, dell'orecchio umano. La sezione del condotto uditivo esterno è seguita da un trasformatore che rappresenta il timpano. Il timpano è il trasduttore tra le onde acustiche in aria nel condotto uditivo e le vibrazioni meccaniche nelle ossa dell'orecchio medio. Presso la coclea c'è un altro cambio del mezzo da vibrazioni meccaniche al fluido che riempie la coclea. Questo esempio dimostra così la possibilità che si ha con le analogie elettriche di riunire tre domini (acustico, meccanico e fluidodinamico) in un tutt'uno. Se nel modello fossero stati inclusi anche gli impulsi nervosi che fluiscono verso il cervello, il dominio elettrico avrebbe permesso di descrivere quattro domini inclusi nel modello.
La parte del circuito corrispondente alla coclea utilizza un'analisi basata sul metodo degli elementi finiti della linea di trasmissione continua corrispondente al condotto cocleare. Una rappresentazione ideale di tale struttura utilizzerebbe elementi infinitesimali, pertanto ci sarebbero un numero infinito di tali elementi. In questo modello la coclea è divisa in 350 sezioni ed ogni sezione è modellata utilizzando un piccolo numero di elementi concentrati.

## Vantaggi e svantaggi
Il principale vantaggio dell'analogia di Maxwell, o analogia di impedenza, rispetto alla sua alternativa, l'analogia di Firestone, o analogia di mobilità, è che mantiene l'analogia tra impedenza elettrica e meccanica. In pratica, un'impedenza meccanica è rappresentata come un'impedenza elettrica e una resistenza meccanica è rappresentata come una resistenza elettrica nel circuito elettrico equivalente. È anche naturale pensare alla forza come l'analogo della tensione (con i generatori di tensione spesso si parla di forza elettromotrice) e alla velocità come l'analogo della corrente. È questa analogia di base che porta all'analogia tra impedenza elettrica e impedenza meccanica.
Il principale svantaggio dell'analogia di Maxwell è che non preserva la topologia del sistema meccanico. Gli elementi che sono in serie nel sistema meccanico sono in parallelo nel circuito elettrico equivalente e viceversa.
La rappresentazione matriciale a impedenze di un trasduttore trasforma la forza nel dominio meccanico in una corrente nel dominio elettrico. Allo stesso modo, la velocità nel dominio meccanico viene trasformata in tensione nel dominio elettrico. Un dispositivo a due porte che trasforma una tensione in una grandezza analoga può essere rappresentato come un trasformatore singolo. Un dispositivo che trasforma una tensione nell'analogo della proprietà duale della tensione (cioè la corrente, il cui analogo è la velocità) è rappresentato come un giratore. Poiché la forza è l'analogo della tensione, non della corrente, ciò a prima vista può sembrare uno svantaggio. Tuttavia, nella pratica molti trasduttori, specialmente nel campo delle frequenze audio, funzionano mediante induzione elettromagnetica e sono governati proprio da una relazione del genere. Per esempio, la forza su un conduttore percorso da corrente è data da:
{\displaystyle F=BIl}
dove
{\displaystyle B} è la densità del flusso magnetico
{\displaystyle l} è la lunghezza del conduttore

## Storia
L'analogia di impedenza è chiamata analogia di Maxwell in onore di James Clerk Maxwell (1831–1879) che usava analogie meccaniche per spiegare le sue idee sui campi elettromagnetici. Tuttavia, il termine impedenza non fu coniato fino al 1886 (da Oliver Heaviside), l'idea di impedenza complessa fu introdotta da Arthur E. Kennelly nel 1893 e il concetto di impedenza non fu esteso al dominio della meccanica fino al 1920 da Kennelly e Arthur Gordon Webster.
Henri Poincaré nel 1907 fu il primo a descrivere un trasduttore mediante una coppia di equazioni algebriche lineari che mettono in relazione le variabili elettriche (tensione e corrente) con le variabili meccaniche (forza e velocità).  Wegel, nel 1921, fu il primo a esprimere queste equazioni in termini di impedenza meccanica e impedenza elettrica.